# Пыль (стихотворение)
«Пыль» — перевод Ады Оношкович-Яцыны стихотворения Редьярда Киплинга Boots, вошедший в выпущенную ею в 1922 году книгу переводов Киплинга. В 1941—1943 годах Евгений Агранович сочинил на эти стихи мелодию и дописал несколько своих куплетов, стилизованных под Киплинга, на тему Великой Отечественной войны.

## Стихотворение Киплинга
Стихотворение Редьярда Киплинга (1865—1936) Boots (с англ. — «Сапоги») с подзаголовком Infantry Columns of the Earlier War (с англ. — «Пехотные колонны недавней войны») впервые было опубликовано в книге The Five Nations, изданной в 1903 году. Оно написано от лица пехотинца Британской армии, передвигающегося форсированными маршами по Южной Африке во время Англо-бурской войны 1899—1902 годов.

## Перевод Ады Оношкович-Яцыны
В первую книгу переводов Киплинга на русский язык, выпущенную Адой Оношкович-Яцыной (1896—1935) в 1922 году, вошёл и перевод стихотворения Boots под названием «Пыль».
| Пыль перевод А. Оношкович-Яцыны (1922) | Boots (Infantry Columns of the Earlier War) Р. Киплинг (1903) |
| --- | --- |
| День — ночь — день — ночь — мы идём по Африке, День — ночь — день — ночь — всё по той же Африке. (Пыль — пыль — пыль — пыль — от шагающих сапог.) Нет сражений на войне. Восемь — шесть — двенадцать — пять — двадцать миль на этот раз, Три — двенадцать — двадцать две — восемнадцать миль вчера. (Пыль — пыль — пыль — пыль — от шагающих сапог.) Нет сражений на войне. Брось — брось — брось — брось — видеть то, что впереди. Пыль — пыль — пыль — пыль — от шагающих сапог. Все — все — все — все — от неё сойдут с ума. И нет сражений на войне. Ты — ты — ты — ты — пробуй думать о другом, Бог — мой — дай сил — обезуметь не совсем. (Пыль — пыль — пыль — пыль — от шагающих сапог.) Нет сражений на войне. Счёт — счёт — счёт — счёт — пулям в кушаке веди. Чуть — сон — взял — верх — задние тебя сомнут. (Пыль — пыль — пыль — пыль — от шагающих сапог.) Нет сражений на войне. Для — нас — всё — вздор — голод, жажда, длинный путь, Но — нет — нет — нет — хуже, чем всегда одно — Пыль — пыль — пыль — пыль — от шагающих сапог. И нет сражений на войне. Днём — все — мы — тут — и не так уж тяжело, Но — чуть — лёг — мрак — снова только каблуки. (Пыль — пыль — пыль — пыль — от шагающих сапог.) Нет сражений на войне. Я — шёл — сквозь — Ад — шесть недель, и я клянусь, Там — нет — ни — тьмы — ни жаровен, ни чертей, Но — пыль — пыль — пыль — пыль — от шагающих сапог, И нет сражений на войне. | We’re foot—slog—slog—slog—sloggin' over Africa — Foot—foot—foot—foot—sloggin' over Africa — (Boots—boots—boots—boots—movin' up an' down again!) There's no discharge in the war! Seven—six—eleven—five—nine-an'-twenty mile to-day — Four—eleven—seventeen—thirty-two the day before — (Boots—boots—boots—boots—movin' up an' down again!) There's no discharge in the war! Don’t—don’t—don’t—don’t—look at what’s in front of you. (Boots—boots—boots—boots—movin' up an' down again); Men—men—men—men—men go mad with watchin' em, An' there's no discharge in the war! Try—try—try—try—to think o' something different — Oh—my—God—keep—me from goin' lunatic! (Boots—boots—boots—boots—movin' up an' down again!) There's no discharge in the war! Count—count—count—count—the bullets in the bandoliers. If—your—eyes—drop—they will get atop o' you! (Boots—boots—boots—boots—movin' up an' down again) — There's no discharge in the war! We—can—stick—out—'unger, thirst, an' weariness, But—not—not—not—not the chronic sight of 'em — Boot—boots—boots—boots—movin' up an' down again, An' there's no discharge in the war! 'Taint—so—bad—by—day because o' company, But night—brings—long—strings—o' forty thousand million Boots—boots—boots—boots—movin' up an' down again. There's no discharge in the war! I—'ave—marched—six—weeks in 'Ell an' certify It—is—not—fire—devils, dark, or anything, But boots—boots—boots—boots—movin' up an' down again, An' there's no discharge in the war! |

В вышедшем в 1936 году, уже после смерти Оношкович-Яцыны, переиздании её переводов Геннадий Фиш (её муж, поэт и переводчик), истолковав discharge (с англ. — среди значений: освобождение, увольнение; выстрел) в другом значении, заменил «Нет сражений на войне» на «Отпуска нет на войне». В таком виде стихотворение и получило широкую известность; только в 1998 году оно было вновь опубликовано в первоначальной редакции.
Исследователь творчества Киплинга Александр Долинин в комментариях к изданию 1983 года написал, что Киплинг в рефрене практически цитирует Библию (из Эккл. 8:8: there is no discharge in that war — «нет избавления в этой борьбе»), поэтому более подходит перевод «Отпуска нет на войне».
Автор предисловия к изданию 1998 года Евгений Витковский с ним не согласился, считая, что это изменение исказило смысл оригинала: Киплинг имел в виду конкретную войну, Вторую англо-бурскую, на которой практически не было выстрелов (а тем более сражений).
На английском языке при жизни Р. Киплинга, в 1914 году, вышла книга комментариев к его поэзии A Handbook to the Poetry of Rudyard Kipling, написанная Ральфом Дюраном:

There’s no discharge in the war. Ср. стих Экклезиаста 8:8: «Ни у кого нет власти удержать ветер, и никто не властен остановить свою смерть. Во время войны солдат не может идти когда и куда угодно.»
Оригинальный текст (англ.)There's no discharge in the war. Cf. Ecclesiastes viii. 8: 'There is no man that hath power over the spirit to retain the spirit ; neither hath he power in the day of death: and there is no discharge in that war.
— источник
В настоящее время именно такая интерпретация («отпуска нет на войне») принята в англоязычных странах, ср. пособие для американских школьников https://poemanalysis.com/rudyard-kipling/boots/

Все строфы заканчиваются одной и той же строкой, “There’s no discharge in the war!”. Таким образом автор снова подчеркивает, что на войне нет перерыва для отдыха»
Оригинальный текст (англ.) All of the stanzas end with a similar line, “There’s no discharge in the war!” This is a way of emphasizing, once again, how there is no respite in war.
— источник

## Песня Евгения Аграновича

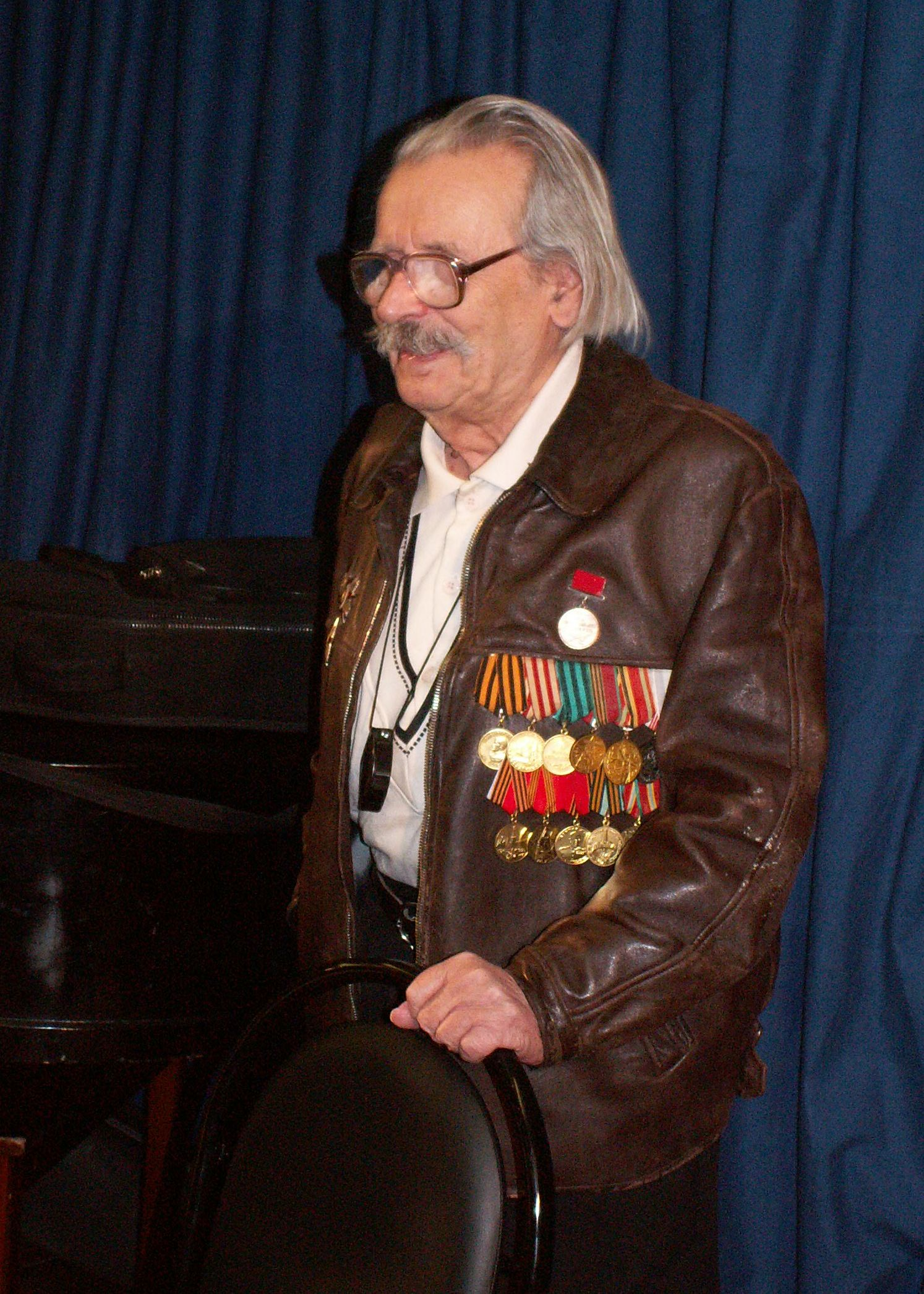
Евгений Агранович
в 2007 году

В начале Великой Отечественной войны, в 1941 году, Евгений Агранович сочинил на эти стихи мелодию.
Агранович так вспоминал историю появления песни. Он ушёл добровольцем в 22-й истребительный батальон; в их роте почти все были студентами Литинститута; он был запевалой.

А что петь? «Если завтра война»? «Гремя огнём, сверкая блеском стали»? Фронт катился к Москве. Закидательски-бодряцкие слова звучали как издевательство.
На марше крутились в голове стихи Киплинга:
Пыль, пыль, пыль, пыль от шагающих сапог…

                Отпуска нет на войне!
Я и не заметил, как из топота роты и хриплого дыхания сложилась мелодия. Стал напевать, соседи помогают. Стихи многие знали, а напев примитивно простейший, но по настроению в тон попал. И какой-нибудь знакомой музыки песенка вроде не повторяла.

Новая строевая песня получила широкое распространение. Позднее, к 1943 году, Агранович сочинил несколько своих куплетов, стилизованных под Киплинга:

Весь май приказ: шире шаг и с марша в бой!

Но дразнит нас близкий дым передовой.

Пыль, пыль, пыль, пыль от шагающих сапог…

                Отпуска нет на войне!

…

                Только пыль…
В середине 1950-х годов для Московского театра эстрады Агранович написал пьесу «Московская фантазия», в которую включил и песню «Пыль». В спектакле, поставленном режиссёром А. П. Конниковым, песню исполнял Марк Бернес.